# 1448 Lindbladia
Az 1448 Lindbladia (ideiglenes jelöléssel 1938 DF) a Naprendszer kisbolygóövében található aszteroida. Yrjö Väisälä fedezte fel 1938. február 16-án, Turkuban.